# لاميون أجرد
لاميون أجرد (الاسم العلمي: Lamium glaberrimum) هو نوع من النباتات يتبع جنس اللاميون من الفصيلة الشفوية.